# تالگاهاگودا
تالگاهاگودا (به لاتین: Talgahagoda) یک منطقهٔ مسکونی در سری‌لانکا است که در استان مرکزی (سری‌لانکا) واقع شده‌است.